# Svätoplukovo
Svätoplukovo – wieś i gmina (obec) w powiecie Nitra, w kraju nitrzańskim na Słowacji. Znajduje się na Nizinie Naddunajskiej, w kierunku na południe od miasta Nitra. Przez wieś przepływa Cabajský potok i Mlynský potok.